# All-American Publications
A All-American Publications é uma extinta editora estadunidense de revista em quadrinhos fundada em 1938, sendo uma das três empresas americanas do ramo que se uniram para formar a atual editora DC Comics, uma das duas maiores editoras de revistas em quadrinhos dos Estados Unidos. A editora é famosa por ter sido a casa original de famosos super-heróis da Era de ouro das histórias em quadrinhos americanas, como o Átomo (Al Pratt), Flash (Jay Garrick), Lanterna Verde (Alan Scott), Gavião Negro (Carter Hall), e a Mulher-Maravilha, todos nos anos de 1940.

## História
A história da DC começa com a National Allied Publications, fundada por Malcolm Wheeler-Nicholson, em 1935. Por causa de uma crise financeira, ele se tornou sócio de Harry Donenfeld e Jack Liebowitz, donos da Detective Comics, que tinha uma revista de mesmo nome. Com a junção, a editora passou a se chamar National Comics, mas o apelido com as iniciais DC pegou.
Em 1938, Wheeler-Nicholson deixou a National. Foi quando surgiu a All American Publications por Max Gaines, futuro fundador da EC Comics, depois de obter um empréstimo junto à Harry Donenfeld,:147 CEO da National Allied Publications (editora que publicava a revista Action Comics e outros títulos) e da Detective Comics.
Entre os personagens populares  da All-American estavam o Flash (que estreou em janeiro de 1940), o Gavião Negro (janeiro de 1940), o Lanterna Verde (julho de 1940 [verão americano]), o Átomo (outubro de 1940) e a Mulher-Maravilha (janeiro de 1942).
No ano de 1944,:223 Gaines se afastou da editora, vendendo sua parte da empresa para Liebowitz. Donenfeld e Liebowitz uniram as editoras e passaram a usar o nome oficial de National Periodical Publications. Max Gaynes, após esta fusão continuou com os direitos da HQ Picture Stories from the Bible, e então iniciou uma nova empresa com o objetivo de vender quadrinhos sobre ciência, história e a bíblia para escolas e igrejas. Nascia assim a Educational Comics (Quadrinhos Educacionais, em inglês).